# Karima Dhaouadi
Karima Dhaouadi – tunezyjska judoczka. Startowała w Pucharze Świata w latach 1999-2001. Brązowa medalistka igrzysk afrykańskich w 1999 i 2003. Zdobyła cztery medale na mistrzostwach Afryki w latach 1998 - 2002. Wicemistrzyni igrzysk śródziemnomorskich w 2001 roku.